# 中国人民解放军昆明军区国防京剧团
中国人民解放军昆明军区国防京剧团，简称昆明军区国防京剧团是一个1950年10月至1957年的京剧专业表演团体，隶属于中国人民解放军昆明军区。

## 沿革
它的前身是中国人民解放军云南军区政治部京剧团，1950年10月正式成立，由驻云南的中国人民解放军第十四军文工团三队以及陆续进入云南的中国人民解放军第二野战军四兵团政治部文工团三队、四兵团十三旅人民京剧团、中国人民解放军西南军区公安部队政治部京剧团和中国人民解放军西南军区京剧院人员组成。霍秉龄、张化铣先后任团长。1956年夏，该团创作京剧《阿黑与阿诗玛》由中华人民共和国文化部调去北京演出，后又到天津、上海、郑州等地巡回演出。该剧也是中华人民共和国成立以后以少数民族生活为题材的第一个京剧。1957年秋，集体转业到地方，组成云南省京剧团，隶属于云南省文化局。不久在1960年6月，与其他单位重组成立云南省京剧院。